# Esgueira
Esgueira ist eine Gemeinde (Freguesia) im portugiesischen Kreis Aveiro. In ihr leben 13.505 Einwohner (Stand 19. April 2021).